# Westhouse
Westhouse (deutsch Westhausen) ist eine französische Gemeinde mit  1624 Einwohnern (Stand 1. Januar 2021) im Département Bas-Rhin in der Region Grand Est (bis 2015 Elsass). Die Nachbargemeinden sind Uttenheim, Benfeld, Sand, Kertzfeld und Valff.

## Bevölkerungsentwicklung

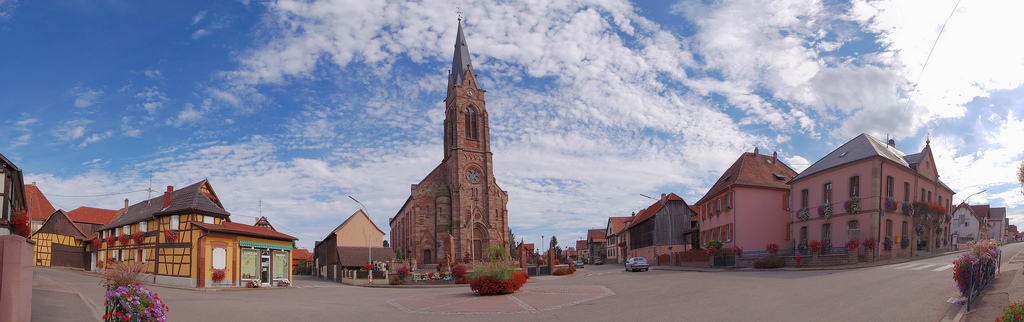
Hauptplatz von Westhouse

| Jahr      | 1962 | 1968 | 1975 | 1982 | 1990 | 1999 | 2006 | 2013 |
| Einwohner | 932  | 941  | 922  | 953  | 1170 | 1351 | 1375 | 1475 |